# Lindemanns Verlag
Der Lindemanns Verlag, bis 2021 „Info Verlag GmbH“, ist ein deutscher Verlag in Bretten, bis 2025 mit Sitz in Karlsruhe, der sich vor allem auf Themen und Autoren aus der Region Oberrhein, besonders dem Großraum Karlsruhe und Kraichgau spezialisiert hat.

## Verlagsprogramm
Ein Schwerpunkt des Verlages sind Themen zur baden-württembergischen Landeskunde sowie Reise-, Wein- und  Erlebnisführer. Einen weiteren Schwerpunkt bildet die Belletristik mit Anthologien (z. B. dem Karlsruher Lesebuch), Romanen und Regiokrimis, die überwiegend in der Reihe Lindemanns Bibliothek erscheinen. Darüber hinaus gehören Kataloge, Jahrbücher und Bildbände bzw. Kunsteditionen sowie Mundart zum Programm. Ergänzt wurde das Programm um überregionale Themen aus Gesellschaft, Wirtschaft und Politik.
Die Literaturzeitschrift Allmende erschien bis 2014 im Info Verlag Karlsruhe.
Die Schriftenreihen des Stadtarchivs Karlsruhe erschienen bis 2020 im Info Verlag Karlsruhe. Weitere einzelne Veröffentlichungen des Stadtarchivs erscheinen seither bei Lindemanns.

## Autoren des Verlags
- Sören Anders
- Kuno Bärenbold
- Kurt E. Becker
- Thomas C. Breuer
- Hermann Dischinger
- Joachim Draheim
- Götz Großklaus
- Andrea Hensgen
- Johannes Hucke
- Volker Kaminski
- Matthias Kehle
- Doris Lott
- Paul Niedermann
- Anton Ottmann
- Eberhard Raetz
- Michael Rickelt
- Herbert Wetterauer
- Ulrich Zimmermann

## Geschichte
Der Verlag wurde 1953 in Karlsruhe als „Badenerland Verlagsgeselschaft mit beschränkter Haftung“ von Karlsruher Unternehmern im Umfeld der Arbeitsgemeinschaft Heimatbund Badnerland e. V. gegründet. Die wichtigste Publikation war die Zeitung Badnerland, die sich mit Politik, Kultur und Wirtschaft in Baden beschäftigte. Mit dem Volksentscheid für den Verbleib Badens im Lande Baden-Württemberg im Juni 1970 wurde das Erscheinen der Zeitung eingestellt. Der damalige Mitarbeiter Klaus E. R. Lindemann, Journalist und Politologe, übernahm 1972 den Verlag und führte ihn unter dem Namen „Info Verlag GmbH“ weiter. Sein Sohn Thomas Lindemann leitet ihn seit 1992. In Abgrenzung zu den vom Info Verlag verlegten Informationsschriften erscheinen Kunst und Literatur seit dem Jahr 2000 in der von Thomas Lindemann begründeten Reihe Lindemanns Bibliothek. 2023 feierte der Verlag sein 70-jähriges Bestehen. Ende 2014 wurde ein zusätzliches Büro in Bretten eröffnet. 2021 änderte der Verlag seinen Namen in „Lindemanns GmbH“. Sitz des Verlages war bis 2024 Karlsruhe. 2025 wandelte der Verlag die GmbH in die Einzelfirma „Lindemanns Verlag & Agentur“ in Bretten um, Inhaber Thomas Lindemann.

## Auszeichnungen
Im Jahr 2004 wurde der Verlag vom Baden-Württembergischen Landesministerium für Wissenschaft und Forschung mit dem „Landespreis für literarisch ambitionierte kleinere Verlage“ ausgezeichnet.